# Conquista árabe de Armenia
La conquista árabe de Armenia fue una parte de las conquistas musulmanas que se inició después de la muerte del profeta Mahoma.

## Expansión del islam

Mapa de la expansión inicial del califato. I: durante la vida de Mahoma; II: Abu Bakr; III: Omar y IV: Othman.

Después de la muerte del profeta Mahoma  en el año 632, sus sucesores extendieron su religión, el Islam, siempre mediante el uso de la fuerza,  comenzando una serie de campañas militares hasta conquistar la mayor parte del Oriente Próximo. 
Hacia el año 639, una fuerza de 18.000 guerreros bajo el liderazgo de Abd-er-Rahman, penetró en el distrito de Taron y en la región del lago Van, en el reino de Armenia y dominaron el país a sangre y fuego, pese a los esfuerzos del emperador bizantino Constancio II por salvaguardar la Armenia bizantina. Los guerreros árabes no disponían de equipos militares avanzados y estaban mal armados, pero contaban, como en otras conquistas, con su imprudencia temeraria y valiente, junto a una intenso fanatismo, que les llevó a acumular muchas victorias. Este tipo de lucha religiosa era desconocida en esos tiempos en Armenia.
El 6 de enero de 642, los árabes tomaron por asalto la ciudad de Dvin, ejecutando 12 000 de sus habitantes y llevándose a 35 000 como esclavos. El príncipe Theodoros Ṛštuni organizó la resistencia  y, tras salir victorioso, liberó a los armenios esclavizados. Sin embargo, finalmente aceptó el dominio árabe sobre Armenia. Así, en 645, la totalidad de Armenia cayó bajo mandato islámico. Este período de 200 años fue interrumpido por unas pocas y restringidas revueltas, que nunca tuvieron un carácter general.
El obispo Sebeos registró la historia de la conquista árabe. En su Historia de Heraclio, narró así la suerte de su país: 

¿Quién puede contar los horrores de la invasión de Ishmaelita (árabe), que establecen tanto la tierra como el mar en llamas? [...] El bendito Daniel ya preveía sus desgracias. [...] En el año siguiente (643), el ejército Ishmaelita cruzó hacia Atrpatakan (Azerbaiyán) y se dividió en tres cuerpos. Una parte fue hacia el monte Ararat, otro al territorio de Sephakan Gound y el tercero a la tierra de los alanos. Los que invadieron el campo de la Sephakan Gound destruyeron, saquearon y tomaron muchos prisioneros. Desde allí se marcharon a Ereván, donde atacaron la fortaleza, pero no pudieron capturarla
.Sebeos

## Califato armenio

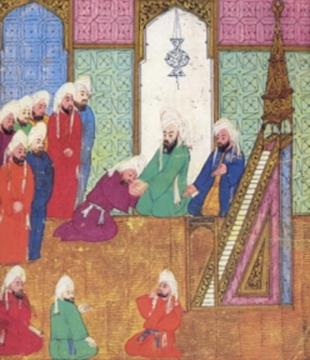
homenaje al califa por parte de sus súbditos.

Durante la expansión árabe, los armenios rápidamente entendieron que los bizantinos no iban a ayudarlos y, por tanto, tenían que tomar sus propias decisiones. Theodorus Ṛštuni y otros nakharars (señores) armenios consideraron finalmente que sería mejor aceptar el estado árabe de Armenia. Parece que Constante II, el emperador bizantino, envió refuerzos a Armenia, pero resultaron insuficientes. 
El comandante de la ciudad de Dvin, Sembat, al no poder ya resistir contra el ejército islámico, se rindió al Califa Omar, consintiendo a pagarle tributo. En 644, fue asesinado por un esclavo persa y fue sustituido por el califa Uthman. 
La aceptación armenia de la ley árabe irritó profundamente a los bizantinos. El emperador Constante II envió a sus hombres a Armenia con el fin de imponer la doctrina de Calcedonia.  No tuvo éxito en sus objetivos doctrinales, pero el nuevo prefecto de Armenia, Hamazasp, considerando que el impuesto musulmán era demasiado pesado, pidió ayuda al emperador. El califa, enterado, ordenó la masacre de 1.775 rehenes armenios entonces en sus manos, y estaba a punto de marchar contra los rebeldes armenios cuando fue asesinado por los rebeldes en el 656.

## Armenia árabe
Armenia sigue bajo dominación árabe durante aproximadamente 200 años, oficialmente a partir de 645. A lo largo de estos años de dominación Omeya y Abbasí los armenios cristianos se beneficiaron en buena parte de cierta autonomía política y de libertad religiosa, pero fueron siempre considerados ciudadanos de segunda clase. La Iglesia armenia, sin embargo, goza de un mayor reconocimiento que bajo cualquier jurisdicción anterior, incluyendo la bizantina y la sasánida.
El Califa asignó ostikans como gobernadores y representantes del poder, que a veces eran de origen armenio. El primera ostikan, por ejemplo, fue Theodorus Reshtouni. Sin embargo, el comandante de los 15.000 hombres del ejército fue siempre de origen armenio, a menudo a partir de las familias Mamikonian, Bagratuni o Artsruni. Su misión era tanto defender el país de los extranjeros, como ayudar al Califa en su expediciones militares. Por ejemplo, los armenios ayudaron al Califato contra los invasores jázaros.

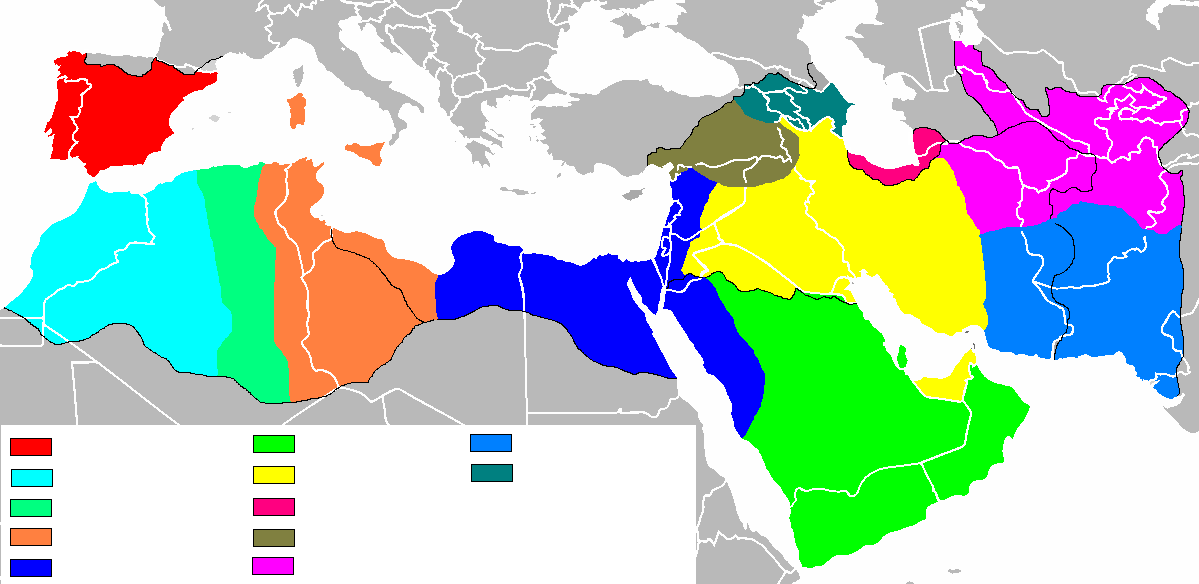
Fragmentación del califato abasí.

La dominación árabe fue interrumpida por numerosas revueltas, especialmente frecuentes cuando los árabes trataron de imponer el islam, o con el aumento de los impuestos. Estas revueltas fueron esporádicas e intermitentes. Los árabes utilizan las rivalidades entre las diferentes nakharars armenias para frenar las rebeliones. Por lo tanto, las familias Mamikonian, Ṛštuni, Kamsarakan y Gnuni se fueron debilitado gradualmente a favor de las familias Bagratuni y Artsruni.  Las rebeliones llevaron a la creación de Sasuntsi Davit, un personaje legendario. 
Durante la dominación islámica, árabes procedentes de otras partes del califato se establecieron en Armenia. Hacia el siglo IX, existía una bien establecida clase de emires árabes, más o menos equivalente a la de los nakharars armenios.
Al final de este período, en el año 885, se estableció la dinastía Bagratuni.